# Universitat de Goma
La Universitat de Goma és una universitat pública de la República Democràtica del Congo. Fou creada el 1993 i està situada a la ciutat de Goma, a prop del Llac Kivu a l'est del país. El rector del centre és Jean-Baptiste Gakura Semacumu.